# Мунчелу де Сус (Јаши)
Мунчелу де Сус (рум. Muncelu de Sus) насеље је у Румунији у округу Јаши у општини Могошешти-Сирет. Oпштина се налази на надморској висини од 345 m.

## Становништво
Према подацима из 2002. године у насељу је живело 2291 становника, од којих су сви румунске националности.